# Freake Painter
Als Freake Painter (deutsch „Freake-Maler“) wird ein Porträtmaler bezeichnet, der zwischen 1670 und 1680 in Boston in Neuengland tätig war. Der namentlich nicht bekannte Künstler erhielt seinen Notnamen nach zwei seiner Porträtbilder, eines von John Freake, das andere von dessen Ehefrau Elizabeth Freake, die er mit einem Kleinkind malte.
Dem Freake Painter ist der Malstil von Porträts im elisabethanischen England bekannt. Ihm werden insgesamt acht bis zehn Porträts aus der Frühzeit der englischen Kolonialisierung Nordamerikas zugeschrieben. Diese Bilder sind ein Beispiel für den Bedarf an Selbstdarstellung, den ab 1670 wirtschaftlich erfolgreiche und wohlhabende Bürger der Kolonie nach den Jahren des Aufbaus entwickelten.
Die namensgebenden Porträts befinden sich heute im Worcester Art Museum in Massachusetts.
Der Freake Painter wird gelegentlich auch als Limner, Freake Limner oder Freake-Gibbs-Mason Limner bezeichnet.